# Чиконио
Чиконио (итал. Ciconio) — коммуна в Италии, располагается в регионе Пьемонт, в провинции Турин.
Население составляет 345 человек (2008 г.), плотность населения составляет 115 чел./км². Занимает площадь 3 км². Почтовый индекс — 10080. Телефонный код — 0124.
Покровителями коммуны почитаются святые апостолы Пётр и Павел, празднование 29 июня.

## Демография
Динамика населения:

## Администрация коммуны
- Официальный сайт: http://www.comune.ciconio.to.it/